# Таиров, Юрий Михайлович
Юрий Михайлович Таиров (1 ноября 1931, Псков — 14 декабря 2019) — специалист в области физики и технологии широкозонных полупроводников и электронных приборов на их основе. Автор свыше 300 научных публикаций, в том числе 5 монографий. Доктор технических наук (1975), профессор (1977). Кавалер ордена Трудового Красного Знамени.

## Биография
В подростково-юношеском возрасте обучался в ЛНВМУ (1944—1950). После его окончания поступил в ЛЭТИ (1950), но вскоре в 1951 г. был сослан в Казахстан как сын «врага народа» (отец Михаил Алексеевич Таиров арестован в 1949 г. по так называемому «ленинградскому делу», реабилитирован в 1954 г.). В 1953 г., после смерти Сталина, был реабилитирован и восстановлен в качестве студента в ЛЭТИ. 
До 1959 года работал в должности студента-лаборанта. В 1959 г. окончил кафедру диэлектриков и полупроводников и получил диплом инженера-электрофизика. С этого года работал на кафедре диэлектриков и полупроводников (теперь кафедра микро- и наноэлектроники) в должности старшего инженера проблемной лаборатории электрофизических процессов в диэлектриках и полупроводниках. В 1959/1960 учебном году стажировался в Калифорнийском университете (Беркли, США). Там Таиров познакомился с достижениями зарубежных ученых, прослушал курсы квантовой механики, физики твердого тела, теории полупроводников. С 1959 по 1962 года состоял в аспирантуре. По возвращении стал заниматься синтезом монокристаллического карбида кремния и в 1963 г. успешно защитил кандидатскую, в 1975 г. докторскую диссертации по этой тематике. В 1964-65 гг. был ассистентом кафедры, в 1965—1975 гг. — доцентом.
Проректор по научной работе (1970—1988). С 1976 г. был профессором кафедры диэлектриков и полупроводников. Читал курсы «Технология полупроводниковых и диэлектрических материалов», «Проблемы современной электроники», «Технология полупроводниковых приборов и интегральных микросхем» и др. С 1984 по 2009 годы заведующий кафедрой.
Таиров теоретически обобщил и решил проблему физико-химических основ выращивания политипной структуры ряда широкозонных полупроводников и управления ею, разработал метод выращивания объемных кристаллов полупроводникового карбида кремния различных политипных модификаций («метод ЛЭТИ»), широко используемый для промышленного производства слитков карбида кремния ведущими фирмами мира.
Автор более 300 научных трудов, в том числе 5 монографий, 2 учебников, более 70 авторских свидетельств. Один из создателей Центра микротехнологий и диагностики ЛЭТИ. Член Международного комитета по карбиду кремния, председатель и член программных комитетов отечественных и зарубежных конференций по широкозонным полупроводникам, член научного совета по физике полупроводников РАН, член редколлегии журналов «ФТП», «Электроника», «Материалы электронной техники» и др. Под его руководством было защищено более 50 кандидатских  и докторских диссертаций.
Участник и руководитель первых ССО Института, секретарь Комитета ВЛКСМ ЛЭТИ, заместитель секретаря парткома ЛЭТИ. В последние годы руководил Исторической комиссией учёного совета ЛЭТИ.
Был женат. Супруга — Светлана Эмильевна — выпускница консерватории в Ленинграде, редактор музыкальных радиопередач, нотный редактор. Младшая сестра Галина — учёный-аграрий, младший брат Сергей — инженер, разработчик микроэлектронных аппаратов в НПО «Позитрон».

## Награды
Лауреат премии правительства Российской Федерации в области образования, Заслуженный деятель науки и техники РФ (1992), Заслуженный профессор ЛЭТИ, Соросовский профессор (1997—2001), Почётный доктор Новгородского государственного университета им. Ярослава Мудрого (2001). 
Кавалер ордена Трудового Красного Знамени и ордена Почёта, обладатель ряда медалей, отмечен Почётным знаком ЛЭТИ «За заслуги». 

## Труды
- Технология полупроводниковых и диэлектрических материалов: Учебник. — М.: Высшая школа, 1983, 1990, 2002.
- Технология полупроводниковых приборов. — М.: Высшая школа, 1984.